# 퍼시픽 게임
퍼시픽 게임(Pacific Games, 옛 이름은 남태평양 게임(South Pacific Games), 태평양 경기 대회)은 4년마다 열리는 태평양 국가들을 위한 종합 스포츠 경기 대회이다. 1963년에 피지의 수도 수바에서 제1회 대회가 개최된 것을 시작으로, 4년마다 개최된다. 14회 대회인 2011년부터 대회 이름이 남태평양 게임(South Pacific Games)에서 태평양 게임(Pacific Games)으로 바뀌었다. 태평양 게임 사이에 상대적으로 작은 섬 국가에서 더 적은 규모의 종목으로 퍼시픽 미니 게임(Pacific Mini Games)이 개최되고 있다.

## 참가국
| - 괌 - 뉴질랜드 - 사모아 - 아메리칸사모아 - 쿡 제도 - 미크로네시아 연방 - 피지 - 키리바시 - 마셜 제도 - 나우루 - 누벨칼레도니 - 니우에 - 노퍽섬 - 오스트레일리아 - 북마리아나 제도 - 팔라우 - 파푸아뉴기니 - 솔로몬 제도 - 프랑스령 폴리네시아 - 토켈라우 - 통가 - 투발루 - 바누아투 - 왈리스 푸투나 |

## 역대 대회
- 1963년 (1회) -  피지, 수바
- 1966년 (2회) -  누벨칼레도니, 누메아
- 1969년 (3회) -  파푸아뉴기니, 포트모르즈비
- 1971년 (4회) -  프랑스령 폴리네시아, 파페에테
- 1975년 (5회) -  괌, 투몬
- 1979년 (6회) -  피지, 수바
- 1983년 (7회) -  서사모아, 아피아
- 1987년 (8회) -  누벨칼레도니, 누메아
- 1991년 (9회) -  파푸아뉴기니, 포트모르즈비
- 1995년 (10회) -  프랑스령 폴리네시아, 파페에테
- 1999년 (11회) -  괌, 산타리타
- 2003년 (12회) -  피지, 수바
- 2007년 (13회) -  사모아, 아피아
- 2011년 (14회) -  누벨칼레도니, 누메아
- 2015년 (15회) -  파푸아뉴기니, 포트모르즈비
- 2019년 (16회) -  사모아, 아피아
- 2023년 (17회) -  솔로몬 제도, 호니아라

## 같이 보기
- 올림픽
- 청소년 올림픽
- 코먼웰스 게임
- 실내 무술 아시안 게임
- 프랑코포니 경기 대회